# Paralimnus svetlanae
Paralimnus svetlanae är en insektsart som beskrevs av Mitjaev 1999. Paralimnus svetlanae ingår i släktet Paralimnus och familjen dvärgstritar. Inga underarter finns listade i Catalogue of Life.